# Prosopocera subinermicollis
Prosopocera subinermicollis är en skalbaggsart som beskrevs av Hunt och Stefan von Breuning 1957. Prosopocera subinermicollis ingår i släktet Prosopocera och familjen långhorningar. Inga underarter finns listade i Catalogue of Life.